# Tylko Manhattan (miniserial)
Tylko Manhattan (ang. I'll Take Manhattan) – amerykański miniserial z 1987 roku na podstawie powieści Judith Krantz pod tym samym tytułem.

## Fabuła
Serial opowiada o niezwykłej rodzinie, zdobywającej fortunę w konkurencyjnym świecie wielkiego biznesu. Po drugiej wojnie światowej bohater wraca do rodzinnego miasteczka. Nie przypuszcza jeszcze, jak brzemienna w skutki stanie się jego decyzja opuszczenia bliskich i wyjazdu do Nowego Jorku. Z czasem staje się współwłaścicielem i wydawcą pism dla kobiet. Tu również poznaje modelkę, którą zatrudnia w swojej firmie.

## Emisja
Emisja serialu w Polsce rozpoczęła się 8 stycznia 1989. Serial był nadawany w Programie 1 w niedzielne wieczory, po głównym wydaniu Dziennika Telewizyjnego oraz w niedzielne poranki w Programie 2. Emisję wznowiła następnie w pierwszej połowie lat 90. stacja atv, późnym latem 1993 roku Polsat, a po pewnym czasie, około roku 1996, ponownie Telewizja Polska, w programie 1, w niedziele wczesnymi popołudniami, w cyklu Seriale wszech czasów. Za drugim i trzecim razem emitowana była wersja z lektorem.

## Obsada
| Aktor                 | Rola                              |
| --------------------- | --------------------------------- |
| Valerie Bertinelli    | Maxime „Maxi” Amberville-Cipriani |
| Alisan Porter         | młoda Maxi                        |
| Barry Bostwick        | Zachary „Zach” Amberville         |
| Francesca Annis       | Lily Davina-Amberville            |
| Georgia Slowe         | młoda Lilly                       |
| Jane Kaczmarek        | Nina Stern                        |
| Jack Scalia           | Rocco Cipriani                    |
| Paul Hecht            | Pavka Meyer                       |
| Timothy Daly          | Toby Amberville                   |
| Julianne Moore        | India West                        |
| Adam Storke           | Justin Amberville                 |
| Keram Malicki-Sánchez | młody Justin                      |
| Perry King            | Cutter Amberville                 |
| Ken Olin              | Nat Lammerman                     |
| Kate Vernon           | Nanette Alexander                 |
| Brett Cullen          | Dennis Brady                      |
| Lynne Griffin         | Candice Alexander                 |
| Adam LeFevre          | Jumbo Booker                      |
| Staci Keanan          | Angelica Cipriani                 |
| Hillary Wolf          | młoda Angelica                    |
| Barbara Barrie        | Sarah Amberville                  |
| Fritz Weaver          | Pan Amberville                    |
| Katharine Houghton    | Pepper Delafield                  |
| Doug Davidson         | model                             |
| Donald Trump          | w roli samego siebie              |

## Wersja polska
Opracowanie wersji polskiej: Studio Opracowań Filmów w Warszawie

Reżyseria: Zofia Dybowska-Aleksandrowicz

Dialogi: Joanna Klimkiewicz

Dźwięk: Jerzy Januszewski

Montaż: Anna Łukasik

Kierownictwo produkcji: Andrzej Oleksiak

Obsada:
- Dorota Nowakowska – Maxie Amberville
- Ewa Kania – Lily Amberville
- Tadeusz Borowski – Cutter Amberville
- Jerzy Kamas – Zachary Amberville
- Krzysztof Kołbasiuk – Rocco Cipriani
- Michał Bajor – Justin Amberville
- Andrzej Precigs – Toby Amberville
- Anna Gornostaj – India West
- Edmund Fetting – Leonard Wilder
- Irena Malarczyk – Żona Wildera
- Włodzimierz Press – Pavka Meyer
- Dorota Lanton – Angelica Cipriani
- Artur Barciś – John
- Eugeniusz Robaczewski – Maple
- Andrzej Gawroński – Barnie
- Jerzy Tkaczyk – Właściciel kiosku
- Piotr Antczak – Donald
- Wiesław Machowski – Lekarz
- Iwona Rulewicz – Julie
- Henryk Łapiński – Szofer

W pozostałych rolach:
- Ewa Żukowska
- Agnieszka Pilaszewska